# میتچل (فیلم)
«میچل» (انگلیسی: Mitchell) فیلمی در ژانر اکشن به کارگردانی اندرو وی. مک‌لاگلن است که در سال ۱۹۷۵ منتشر شد.

## بازیگران
- جو دان بیکر
- لیندا اونز
- مارتین بالسام
- جان ساکسون
- هارولد جی استون
- رابرت فیلیپس
- مرلین اولسن